# Carlos Abellán

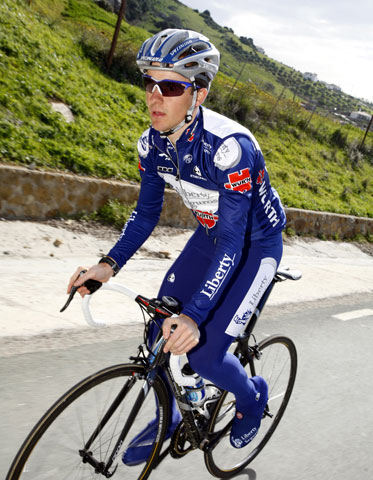
Carlos Abellán (2006)

Carlos Abellán Ossenbach (* 1. März 1983 in Madrid) ist ein ehemaliger spanischer Radrennfahrer.
Carlos Abellán kam 2004 zum Farmteam von Liberty Seguros-Würth, den Espoirs. In seinem zweiten Jahr dort konnte er das Eintagesrennen Clasica San Rokillo für sich entscheiden. 2006 wurde er Profi bei dem ProTeam, das sich Mitte des Jahres in Team Astana umbenannte. 2007 wurde er spanischer Meister im Einzelzeitfahren der Elitefahrer ohne Vertrag. Anschließend beendete er seine Radsportlaufbahn.

## Teams
- 2006 Liberty Seguros / Astana